# Hermann Stolting
Hermann Stolting (ur. 13 marca 1911 we Frankfurcie nad Menem, zm. 1988) – niemiecki prawnik, prezydent Niemieckiego Towarzystwa Ochrony Zwierząt (niem. Deutscher Tierschutzbund), kandydat do niemieckiego landtagu z ramienia partii NPD . W czasie II wojny światowej prokurator okupacyjnego Sądu Specjalnego w Bydgoszczy, pełniący tę funkcję w 1942.

## Życiorys
Był synem Hermana Stoltinga, znanego obrońcy praw zwierząt w Niemczech. Ze względu na identyczne imię i nazwisko oraz zbliżoną działalność w ruchu praw zwierząt nazywany był Hermanem Stoltingiem drugim i dodawano mu do nazwiska rzymską literę II. W latach 30. XX w., po ukończeniu praktyki asesora, przez trzy miesiące pełnił funkcję sędziego, jednak po dojściu do władzy nazistów został usunięty z niemieckiego aparatu sądowniczego jako osoba politycznie niepewna. Żeby pokazać swoją lojalność wobec nowej władzy, wstąpił do NSDAP. W czasie II wojny światowej był prokuratorem w okupowanej przez Niemców Bydgoszczy. Zasiadał jako sędzia w Sądzie Specjalnym (niem. Sondergericht Bromberg). Wielokrotnie domagał się dla oskarżonych wykonania najsurowszego wyroku – kary śmierci – w tym również za drobne przestępstwa, np. kradzieże. Jeden z wyroków śmierci zapadł w sprawie polskiego rolnika, który dokonał nielegalnego uboju sześciu świń. Nominację na prokuratora podpisaną przez Adolfa Hitlera otrzymał dnia 18 kwietnia 1941. Solting osobiście brał udział w wielu egzekucjach. W dniu 28 kwietnia 1942 był kierownikiem grupy egzekucyjnej, która w ciągu piętnastu minut rozstrzelała dziesięciu Polaków.

## Okres powojenny
Po wojnie prowadził kancelarię adwokacką we Frankfurcie nad Menem. W 1961 roku był m.in. adwokatem w procesie Adolfa Eichmanna. W latach 1963–1965 bronił m.in. członków personelu obozu koncentracyjnego w Oświęcimiu w czasie tzw. procesów oświęcimskich, które odbywały się we Frankfurcie. Później bronił również innych nazistów m.in. Hermine Böttcher. W 1964 Stolting sam został oskarżony o zbrodnie popełnione w Bydgoszczy.
W okresie powojennym pełnił również funkcję prezesa Niemieckiego Towarzystwa Ochrony Zwierząt dając się poznać jako gorący propagator praw zwierząt. W 1962 opublikował na ten temat książkę Das Tier im Recht, która nazwana została niemiecką biblią obrońców zwierząt .
W latach 70. XX w. Stolting pojawił się w książce polskiego dziennikarza Krzysztofa Kąkolewskiego Co u pana słychać?, która po przetłumaczeniu na język niemiecki doprowadziła do skandalu medialnego w Polsce i w Niemczech. Kąkolewski przeprowadził z nim wywiad, w którym skupił się głównie na pracy w sądach specjalnych. W wywiadzie Stolting wyraził przekonanie, że jako prokurator musiał być obecny również podczas wykonywania wyroków śmierci i dobrze oraz sumiennie wykonywał swoje obowiązki. Na uwagę Kąkolewskiego, że w Polsce nie karano śmiercią za kradzież, odpowiada:

To było zgodne z niemieckimi prawami. Bydgoskie było tylko dwadzieścia lat pod władzą polską. To były niemieckie ziemie i tam były niemieckie prawa.

Z dokumentów procesowych wynikało, że egzekucje skazańców wykonywano precyzyjnie co 3 minuty. Kiedy Kąkolewski podał w wątpliwość, czy czasy podawane w protokołach wykonywania wyroków były zgodne z prawdą, Stolting odpowiedział z oburzeniem:

Wszystko było skrupulatnie mierzone stoperem. Podawano czas od momentu, gdy kat meldował, że urządzenie jest gotowe. Potem mierzono czas od chwili, gdy wprowadzono skazańca do celi skazania – do momentu, gdy prokurator mówił: „Kacie, spełnij swój obowiązek” – i wreszcie czas od tej chwili do momentu, gdy kat odpowiedział: „Wyrok wykonano” [...] Prokurator musiał przeczytać uzasadnienie prośby o łaskę. Można to było czytać powoli i znęcać się w ten sposób nad skazanym. Ja czytałem bardzo szybko.

## Dzieła
Hermann Stolting publikował dzieła na tematy prawnicze oraz praw zwierząt:
- „Fehlerhafte Staatsakte im Staatsangehörigkeitsrecht (Fehlergründe und Fehlerfolgen), Inaugural-Dissertation...” 1936[14] ,
- „Das Tier im Recht” 1962[10] .

## Film
- W 1982 Hermann Stolting wystąpił w zachodnioniemieckim filmie dokumentalnym Von Richtern und anderen Sympathisanten[15][16].